# Deep Cover - Attori sotto copertura
Deep Cover - Attori sotto copertura (Deep Cover) è un film del 2025 diretto da Tom Kingsley.

## Trama
La polizia di Londra assume due attori e il loro insegnante per eseguire operazioni sotto copertura. I tre cominceranno a lavorare per un trafficante di droga convinto che siano tre spietati assassini.

## Distribuzione
Il film è stato distribuito in streaming sulla piattaforma Amazon Prime Video il 12 giugno 2025.